# Benim nos Jogos Olímpicos de Verão de 2012
O Benim enviou uma equipe de cinco atletas para competir nos Jogos Olímpicos de Verão de 2012, em Londres, na Grã-Bretanha.

## Desempenho

### Atletismo
Masculino
| Atleta           | Evento     | Preliminares | Preliminares | Quartas | Quartas | Semifinal | Semifinal | Final | Final   |
| Atleta           | Evento     | Marca        | Posição      | Marca   | Posição | Marca     | Posição   | Marca | Posição |
| ---------------- | ---------- | ------------ | ------------ | ------- | ------- | --------- | --------- | ----- | ------- |
| Mathieu Gnanligo | 400 metros |              |              |         |         |           |           |       |         |

Feminino
| Atleta            | Evento              | Preliminares | Preliminares | Quartas | Quartas | Semifinal | Semifinal | Final | Final   |
| Atleta            | Evento              | Marca        | Posição      | Marca   | Posição | Marca     | Posição   | Marca | Posição |
| ----------------- | ------------------- | ------------ | ------------ | ------- | ------- | --------- | --------- | ----- | ------- |
| Odile Ahouanwanou | 100 m com barreiras |              |              |         |         |           |           |       |         |

### Boxe
Masculino
| Atleta        | Evento    | Primeira fase          | Segunda fase           | Quartas                | Semifinais             | Final                  | Final |
| Atleta        | Evento    | Adversário e resultado | Adversário e resultado | Adversário e resultado | Adversário e resultado | Adversário e resultado | Pos   |
| ------------- | --------- | ---------------------- | ---------------------- | ---------------------- | ---------------------- | ---------------------- | ----- |
| Shafiq Chitou | Peso leve |                        |                        |                        |                        |                        |       |

### Judô
Masculino
| Atleta        | Evento    | Preliminares             | Fase de 32             | Fase de 16             | Quartas                | Semifinais             | Repescagem             | Repescagem             | Repescagem             | Final                  | Final       |
| Atleta        | Evento    | Preliminares             | Fase de 32             | Fase de 16             | Quartas                | Semifinais             | 1ª fase                | Quartas                | Semifinais             | Final                  | Final       |
| Atleta        | Evento    | Adversário e resultado   | Adversário e resultado | Adversário e resultado | Adversário e resultado | Adversário e resultado | Adversário e resultado | Adversário e resultado | Adversário e resultado | Adversário e resultado | Pos         |
| ------------- | --------- | ------------------------ | ---------------------- | ---------------------- | ---------------------- | ---------------------- | ---------------------- | ---------------------- | ---------------------- | ---------------------- | ----------- |
| Jacob Gnahoui | Até 60 kg | AUT Paischer D 0000–0100 | Não avançou            | Não avançou            | Não avançou            | Não avançou            | Não avançou            | Não avançou            | Não avançou            | Não avançou            | Não avançou |

### Natação
Masculino
| Atleta             | Evento     | Preliminares | Preliminares | Semifinal   | Semifinal   | Final       | Final       |
| Atleta             | Evento     | Marca        | Posição      | Marca       | Posição     | Marca       | Posição     |
| ------------------ | ---------- | ------------ | ------------ | ----------- | ----------- | ----------- | ----------- |
| Wilfried Tevoedjre | 50 m livre | 29.77        | 58º          | Não avançou | Não avançou | Não avançou | Não avançou |